# Ofensiva de Deir ez-Zor (abril-julio de 2014)
 La ofensiva de Deir ez-Zor (abril-julio de 2014) fue ejecutada por el Estado Islámico de Irak y el Levante , también conocido como EIIL, contra todas las demás fuerzas de oposición en la Gobernación de Deir ez-Zor como parte del conflicto entre los rebeldes durante la Guerra Civil Siria . 
Después de más de tres meses de intensos combates, EIIL derrotó totalmente a los rebeldes y capturó a casi toda la provincia, excepto a una parte de la capital provincial, el aeropuerto militar en las afueras del sur y algunas de las ciudades circundantes, que permanecieron bajo el control de Siria. Tropas gubernamentales de la República Árabe, que no participaron en los combates entre los rebeldes. 

## Contexto
Las protestas contra el gobierno sirio y la violencia han continuado en la ciudad siria de Deir ez-Zor desde marzo de 2011, como parte de la guerra civil siria, pero a finales de julio de 2011 se iniciaron enfrentamientos a gran escala después de una operación militar para asegurar la ciudad. de Deir ez-Zor.  Los rebeldes habían tomado gradualmente el control de la provincia hasta el dominio casi completo a mediados de 2013. 

## La ofensiva

### EIIL ataca a Abu Kamal
El 10 de abril de 2014, EIIL lanzó un ataque de tres frentes contra las posiciones rebeldes en y cerca de la ciudad fronteriza de Abu Kamal .  El EIIL supuestamente tomó partes de la ciudad, los silos cerca de la ciudad y Kabajeb.  Los cuerpos de 10 combatientes rebeldes, presuntamente ejecutados por EIIL, fueron encontrados en dos sitios diferentes en Abu Kamal con más informes de ejecuciones sumarias de rebeldes por parte de EIIL en el área, según el SOHR.  El mismo día se informó de un contraataque contra las posiciones del EIIL por parte del Frente al-Nusra y sus aliados, involucrando a las brigadas Liwa al-Qadisiyah y Liwa 'Umar al-Mukhtar .  El 11 de abril, el número de muertos en ambos bandos se elevó a 86, incluido el hermano de EIIL Emir en Abu Kamal y el juez de un comité de la Sharia.
El 11 de abril, Jabhat al Nusra y los batallones islámicos reforzados por los refuerzos recuperaron el control de Abu Kamal después de que el EIIL fuera expulsado de los distritos ocupados en menos de unas pocas horas después de la toma.  EIIL se dirigió a la estación petrolera T2 en las afueras de la ciudad.  La mayoría de sus puntos de control en el área también fueron removidos.  El SOHR confirmó las ejecuciones de siete combatientes rebeldes pertenecientes al batallón islámico durante la incautación de la estación petrolera el día anterior. 26 combatientes de EIIL murieron en el segundo día de combates y el número de muertos rebeldes aumentó a 60.  Tres combatientes islámicos también murieron luchando contra posiciones de EIIL en el norte junto con un muerto en Markadah .
El 13 de abril, los combates en la zona de Abu Kamal se calmaron cuando EIIL se retiró a la ciudad de Haseen.  Se registraron fuertes enfrentamientos con los rebeldes cuando EIIL logró ganancias territoriales en el norte, capturando varias aldeas que anteriormente tenían los rebeldes.  El 16 de abril, los rebeldes se alejaron del norte de Deir ez-Zor, mientras que EIIL fue expulsado de una ciudad en el sur, dejando 13 combatientes de EIIL muertos.  El mismo día, EIIL asesinó a al-Nusra Emir en la provincia de Idlib, Abu Muhammed al Ansari.

### Contraataque rebelde
Para el 26 de abril, según la fuente rebelde, unos 1.500 rebeldes estaban realizando una ofensiva en la provincia de Raqqa , tratando de empujar hacia la ciudad de Raqqa .  La misma fuente afirmó que los rebeldes tomaron al menos cinco aldeas.
El 1 de mayo, los rebeldes habrían capturado la ciudad de Al-Busayrah , así como el montículo de Al-Busayrah del EIIL.  Al día siguiente, los combatientes de EIIL tomaron la aldea de Abriha de los rebeldes, pero los rebeldes la recapturaron dos días después.  Según informes, más de 60.000 civiles han huido de ciudades y aldeas en la provincia de Deir ez-Zor debido a los enfrentamientos entre los rebeldes e EIIL.  Ese día, el Frente Al-Nusra anunció que dejará de luchar contra el EIIL tan pronto como el EIIL detendrá sus ataques contra los musulmanes.  El 5 de mayo, 69 rebeldes y pistoleros locales murieron en enfrentamientos contra EIIL en Deir ez-Zor, mientras que al menos 23 combatientes de EIIL fueron asesinados, así como cinco civiles, incluido el gobernador de la provincia.  Según informes, los rebeldes tomaron la aldea de As-Sabkhah.
El 8 de mayo, EIIL arrestó a cientos de personas en Deir ez-Zor bajo sospecha de tener familiares entre los rebeldes y 20 de ellos fueron presuntamente ejecutados.  Mientras tanto, EIIL capturó las aldeas de at-Tabiyah, Al-Kasrah y Hammar Ali en la provincia.  Más de 20 rebeldes murieron en los enfrentamientos.  Varios combatientes de EIIL también fueron asesinados.  El 10 de mayo, EIIL tomó el control completo del arrecife occidental Deir Iz Zor.
Desde el 30 de abril hasta el 10 de mayo, 230 combatientes y varios civiles murieron en los enfrentamientos entre el Frente Al-Nusra e EIIL en la gobernación de Deir ez-Zor, según el Observatorio Sirio de los Derechos Humanos; 146 de los combatientes muertos fueron los que lucharon contra el EIIL.

### EIIL captura el oeste de Deir ez-Zor
El 11 de mayo, una fuente de la oposición declaró que desde el inicio del conflicto, 2.000 combatientes rebeldes murieron luchando contra EIIL y 2.850 resultaron heridos.  Del 10 al 11 de mayo, se dijo que EIIL había ganado el control de partes importantes de la provincia oriental de Deir ez-Zor y los distritos de la ciudad de Deir ez-Zor de las fuerzas rebeldes rivales, informaron fuentes de la oposición.  EIIL habría ejecutado a múltiples combatientes de la FSA en un puesto de control en la aldea de Al-Hisan en la provincia de Deir ez-Zor el 11 de mayo.
El 13 de mayo, EIIL supuestamente ganó el control de al menos cinco aldeas en el campo norte de la Gobernación de Raqqa después de batallas con rebeldes; Se informó que 14 combatientes rebeldes murieron en los enfrentamientos.  Se dijo que EIIL había ejecutado al comandante militar de Liwa Thuwar al-Raqqa y su sobrino cerca de Ayn Issa en la gobernación de Raqqa.
El 16 de mayo, EIIL lanzó un ataque suicida en el cuartel general de una brigada rebelde en la ciudad de Ash-Shuhayl al este de Deir ez-Zor; Se informó que entre 13 y 14 personas, en su mayoría combatientes rebeldes, murieron en el ataque.
A fines de mayo, 3.000 combatientes de EIIL participaron en la ofensiva en Deir ez-Zor.
El 21 de mayo, se informó que EIIL había ganado el control de la aldea de Al-Shulah , ubicada en un oasis en el desierto, a unos 30 km al suroeste de Deir ez-Zor (que previamente fue capturada por el ejército el 5 de julio de 2013 ).  Unos meses más tarde, SOHR anunció que aviones de combate llevaron a cabo una redada en el área de Al-Shulah, que provocó la muerte de 16 civiles (entre ellos diez niños), cuando un cohete aterrizó en un autobús que viajaba a Damasco.  Sin embargo, la televisión estatal siria acusó a EIIL de cometer una "masacre" en el mismo lugar, lo que causó la muerte de 13 personas, en su mayoría mujeres y niños.  Unos meses más tarde, SOHR anunció que se produjeron enfrentamientos violentos en el área de Al-Shulah entre las fuerzas del régimen y el EI, luego de que las fuerzas del régimen pidieran refuerzos para intentar avanzar en el área.
El 22 de mayo, se informó que EIIL había ganado el control de la terminal petrolera de Al-Kharrat; 26 Al-Nusra y los combatientes rebeldes murieron en la lucha.  Se dijo que EIIL había capturado cinco estaciones petroleras en el campo Deir ez-Zor desde el comienzo de las luchas internas de la oposición.
El 2 de junio, EIIL tomó el control total de Al-Busayrah al este de Deir ez-Zor, mientras que al mismo tiempo Jabhat al-Nusra y sus aliados contraatacaron, reclamando 12 aldeas directamente al noroeste y tres directamente al este de Deir ez-Zor .
El 5 de junio, EIIL tomó el control de todo el campo occidental de Deir ez-Zor después de que las fuerzas de Jabhat Al-Nusra se retiraran luego de un asalto de combatientes de EIS chechenos y afganos.  El 8 de junio, la FSA supuestamente asesinó al emir EIIL de Homs .  Para el 10 de junio, la ofensiva contra Deir ez-Zor se había expandido e EIIL había expulsado a Al-Nusra y militantes alineados de casi toda la provincia al norte del Éufrates.
Según SOHR, la violencia desde el 30 de abril causó la muerte de 241 combatientes de EIIL y 354 rebeldes.  EIIL también capturó cuatro campos petroleros.

### Defectos rebeldes e EIIL captura el este de Deir ez-Zor
Para el 17 de junio, las fuerzas de EIIL impusieron un asedio en las zonas controladas por los rebeldes de la capital provincial y tres días después capturaron tres ciudades cerca del aeropuerto militar.
Desde el inicio de la ofensiva, el ritmo de las deserciones de la oposición a EIIL se había acelerado, especialmente en la ciudad de Al-Muhasan y en las aldeas adyacentes, donde una deserción masiva de la guarnición rebelde otorgó a EIIL el control incuestionable sobre una ruta clave hacia el capital provincial.
El 25 de junio, la unidad local de Al-Nusra en Abu Kamal, en la frontera iraquí, prometió lealtad a EIIL.
El 30 de junio, EIIL permitió que un convoy de socorro con ayuda entrara en la capital provincial.
El 1 de julio, EIIL, reforzado por los refuerzos de Irak, derrotó a los rebeldes de Abu Kamal después de días de enfrentamientos con las fuerzas de oposición lideradas por Al-Nusra.  EIIL comenzó a avanzar hacia el bastión de Al-Nusra, Ash-Shuhayl , también se informó que era la ciudad natal de su líder, Abu Mohammad al-Julani .
El 3 de julio, EIIL tomó el control de las ciudades de Mayadin y Ash-Shuhayl en la provincia de Deir ez-Zor, luego de que los combatientes de Al-Nusra se retiraron, y obtuvieron el control del mayor campo petrolero de Siria, al-Omar en Deir ez-Zor. Provincia, después de que las fuerzas de Al-Nusra huyeron de las instalaciones.  Para este punto, la totalidad de la provincia con la excepción de la capital provincial, su aeropuerto y algunas aldeas habían caído a EIIL.  Después de esto, EIIL capturó las ciudades de Al-Quriyah y Buqrus, cerca de la ciudad de Mayadin .

### EIIL se muda a la capital provincial
El 14 de julio, EIIL expulsó a Nusra y otros grupos rebeldes de todos los barrios controlados por los rebeldes en la ciudad de Deir ez-Zor.  En esta etapa, EIIL controlaba entre el 95% y el 98% de la provincia de Deir Ez-Zor.

## Secuelas
La Ofensiva de EIIL de diciembre de 2014 fue lanzada por el Estado Islámico de Irak y el Levante (EIIL) en la base aérea Deir ez-Zor y las áreas circundantes a fines de 2014, con el objetivo de capturar los últimos bastiones del gobierno baathista en la provincia. 